# 任雅相
任雅相（?—662年3月9日），唐朝将官，唐高宗年间短暂拜相，封安乐县公。

## 家世
尽管任雅相官拜宰相，他的家世根据出土的其父墓志，父名任绪，京兆渭南人，隋朝时任西戎牙市监，唐武德二年（619年）正月十四日卒，年四十九。任雅相为其第二子，还有一子名雅顺。但他未拜相时的仕途都几乎无载。《旧唐书》《新唐书》也没有他的传。他是渭南人。

## 效命唐太宗
唐太宗贞观十三年（639年）二月，任雅相为节度副使朝散大夫，与节度大使右武卫大将军慕容宝册授突厥可汗阿史那薄布。

## 效命唐高宗
唐高宗永徽六年（655年）三月，高宗有意讨伐高句丽，于屯营教舞，召李义府、任雅相、许敬宗、许圉师、张延师、苏定方、阿史那忠、于阗王伏阇、上官仪等赴洛城门观乐，乐曲名《一戎大定乐》，并赐观乐者杂彩有差。
显庆二年（657年）闰正月，时任燕然都护的任雅相被任为伊丽道行军总管右屯卫将军苏定方的副总管，随苏定方、程知节等讨伐西突厥沙钵罗可汗阿史那賀魯，参与作战，破阿史那贺鲁于金牙山。十二月，苏定方命燕然副都护萧嗣业、另一副总管婆闰率胡人军队奔赴邪罗斯川追杀阿史那贺鲁，他本人与任雅相率新附众军为其后继，最终使阿史那贺鲁被萧嗣业所俘。
任雅相后为兵部尚书，曾伐高句丽，无大功而返。四年（659年）五月，任雅相被授參知政事，成为宰相。七月，因涉嫌谋反被流放的太尉、国舅长孙无忌进一步遭到指控，任雅相和其他宰相李勣、许敬宗、辛茂将、卢承庆奉命调查。其中许敬宗是武后的党羽，也是调查的发起者。长孙无忌最终被迫自杀。
龙朔元年（661年）四月，唐高宗派兵东征高句丽，任雅相以兵部尚书、同中书门下三品、乐安县公为浿江道行军总管，与平壤道行军总管苏定方、扶余道行军总管萧嗣业、辽东道行军总管契苾何力、镂方道行军总管右骁卫将军程名振、沃沮道行军总管左骁卫将军庞孝泰一起率三十五军东征。二年（662年）二月甲戌，任雅相在军中病逝于司戎太常伯任上，赠荆州大都督，谥曰敬。

## 后事
任雅相为将，没有推荐过亲戚故吏从军，都是把名额给有关部门补授，他对人说：“官无大小，皆国家公器，岂可苟便其私！”于是军中赏罚公平，大家对他的公正很服气。征高句丽期间，表贤而有谋的萧晶为记室。
唐德宗年间，任雅相得续图于凌烟阁。

## 子孙
曾孙任鹏后为陵州刺史。任鹏子任迪簡为易定節度使。任迪简之子任宪字亚司。